# Rödnäbb
Rödnäbb (Sylvia nigricapillus) är en fågel i familjen sylvior inom ordningen tättingar.

## Utseende och läten
Rödnäbben är en liten (17–19 cm), bulbylliknande tätting med en orangerosa näbb som gett arten dess namn. Den är vidare olivgrön ovan med svart hjässa och haka, grå strupe, grått bröst och vit buk. Ben och fötter är diagnostiskt skära. Jämfört med svarthättan är den större, med röd istället för grå näbb och det svarta på hjässan når under ögat. Sången är fyllig och melodisk, i engelsk litteratur återgiven som "plik plik toodley-oodley-oodley-oo".

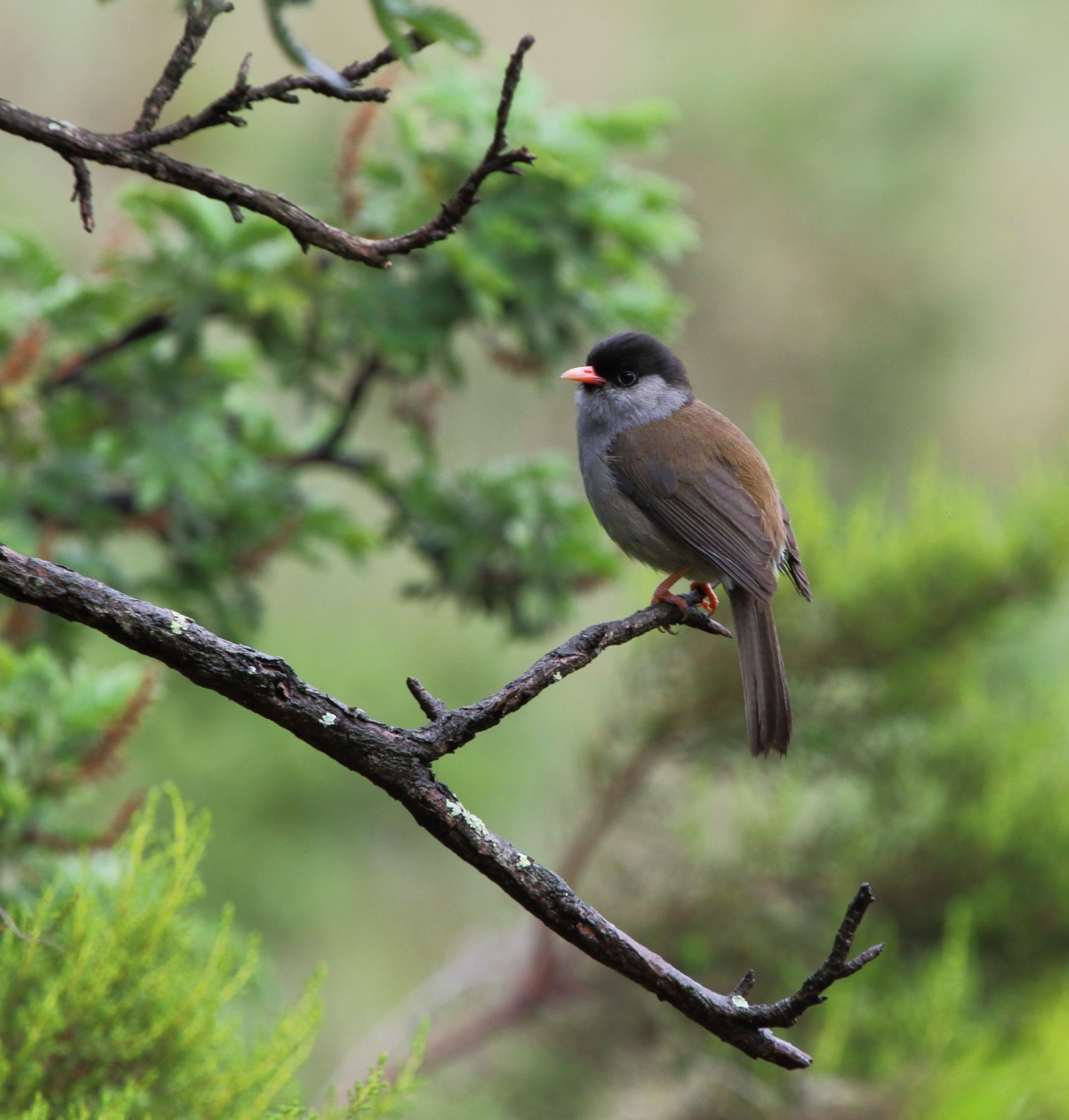

## Utbredning och systematik
Rödnäbben förekommer i östra Sydafrika (i söder till centrala Östra Kapprovinsen) och västra Swaziland. Fågeln är stannfågel och delvis höjdledsflyttare, där en del av populationen rör sig till lägre nivåer vintertid. Den behandlas som monotypisk, det vill säga att den inte delas in i några underarter.

### Familje- och släktestillhörighet
Tidigare placerades den bland timaliorna men genetiska studier visar att den är nära släkt med Sylvia-sångarna i Sylviidae och förs numera vanligen dit.

## Levnadssätt
Rödnäbben hittas i bergsskogar och täta buskmarker, vintertid även i trädgårdar och kustnära skog. Den lever av små bär, frukt och ryggradslösa djur. Fågeln häckar från månadsskiftet oktober–november till januari.

## Status och hot
Rödnäbben har en liten världspopulation på endast 1000-3300 vuxna individer. Den tros också minska i antal till följd av skogsavverkning. Internationella naturvårdsunionen IUCN kategoriserar därför arten som sårbar.